# 德意志之角

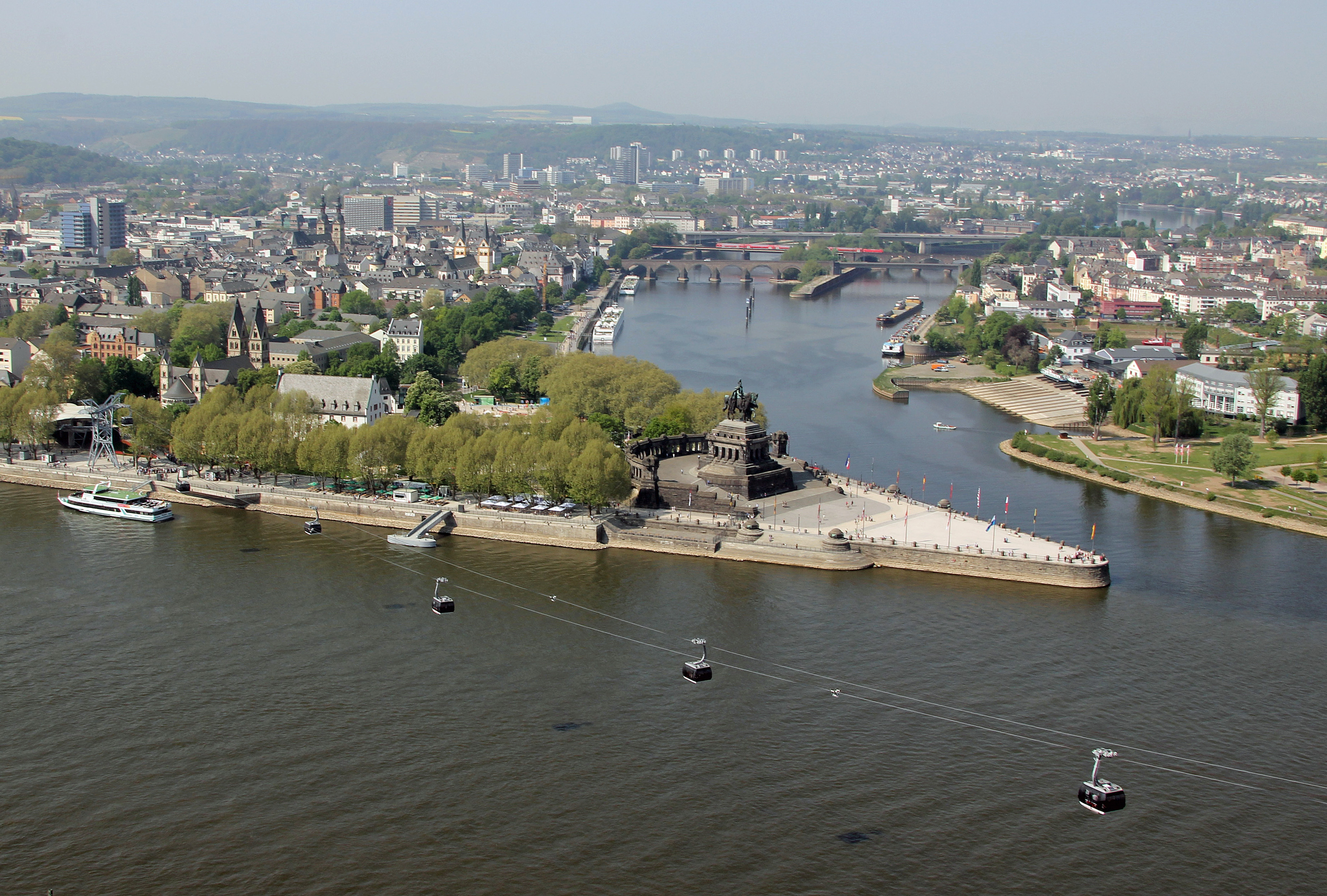
德意志之角，图中下方是莱茵河，上方是摩泽尔河

德意志之角，又称德意志角或德国之角（德語：Deutsches Eck，發音：[ˈdɔʏtʃəs ˈʔɛk]），是位于德国科布伦茨市摩泽尔河和莱茵河交汇处的一块陆地，建有一座宏伟的德意志帝国首任皇帝威廉一世铜制骑马雕塑。

## 地理

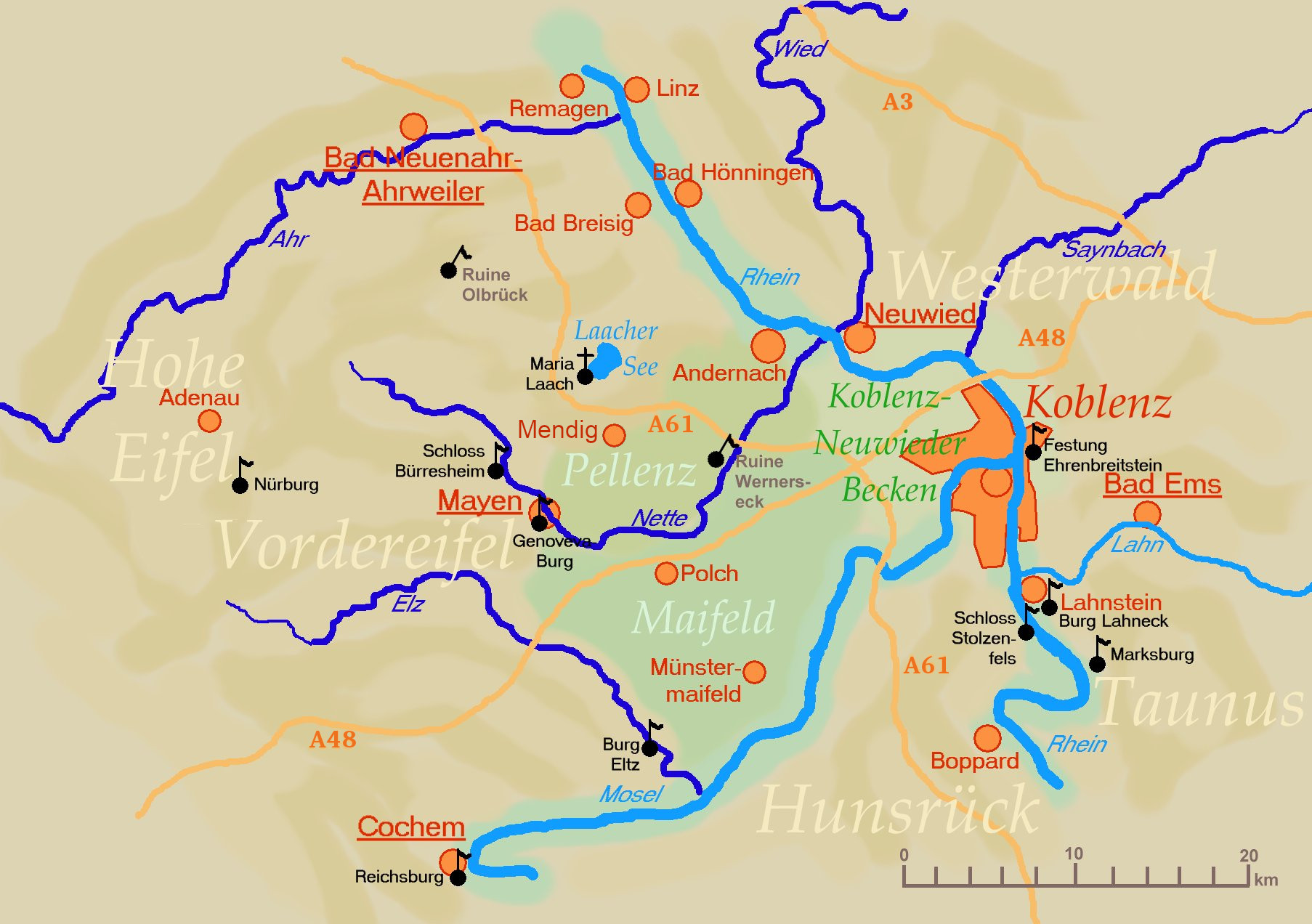
科布伦茨周边的地形

德意志之角位于德国城市科布伦茨，摩泽尔河和莱茵河的交汇处。德意志之角上最著名的建筑是威廉一世的骑马雕塑，雕塑总高37米，其中骑士像高14米。

## 历史

### 近代以前

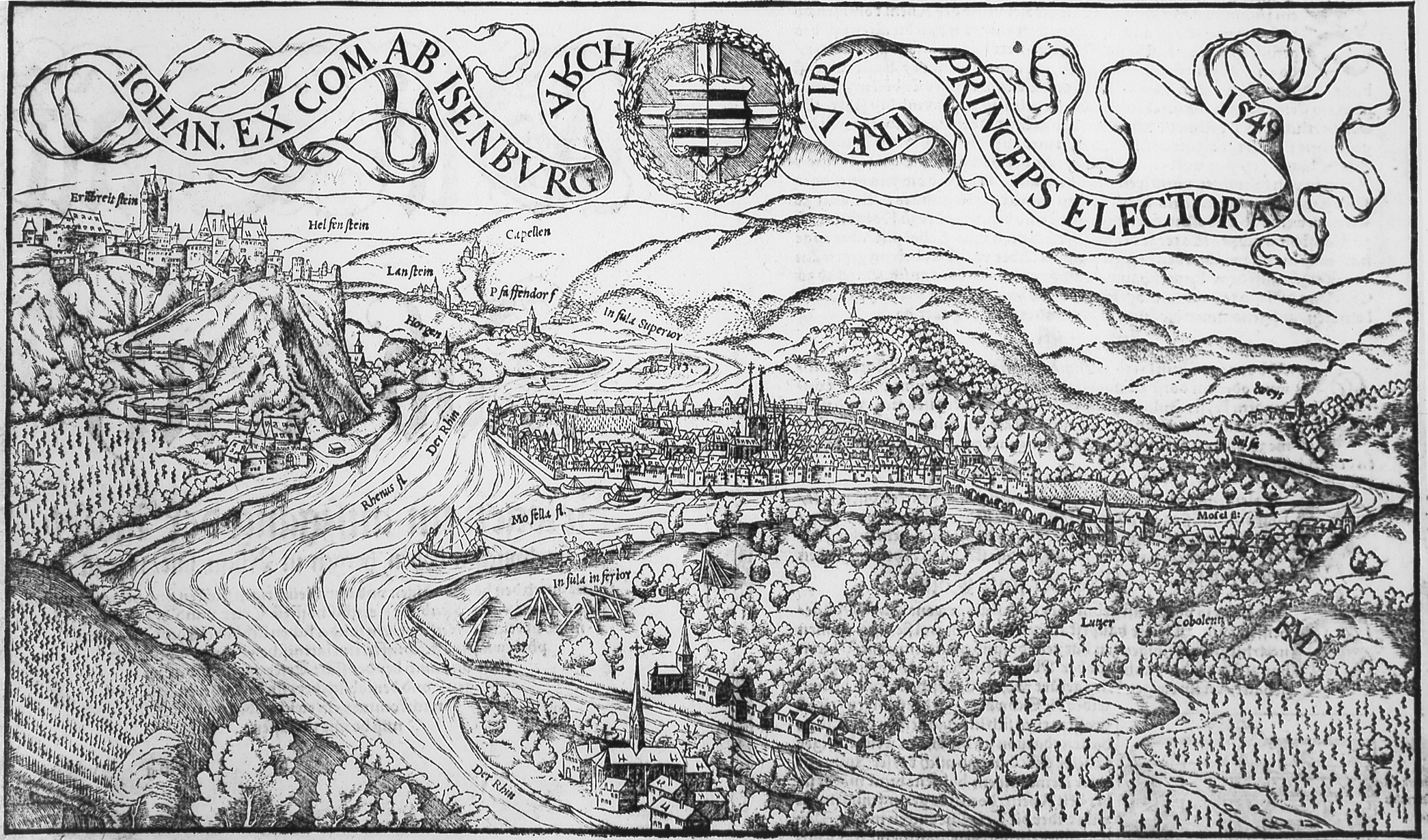
1549年的科布伦茨

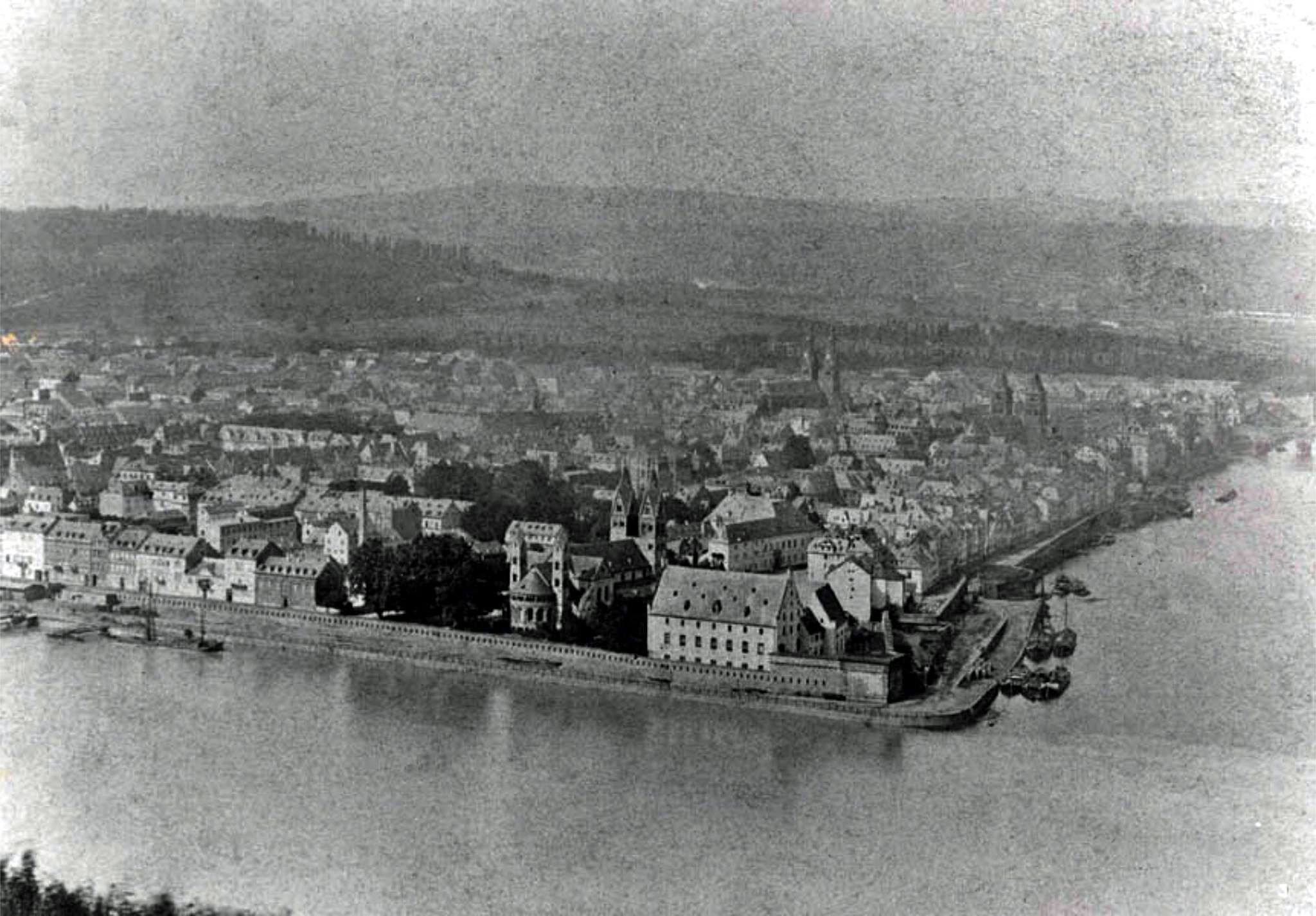
1875年的德意志之角，威廉一世骑马雕塑尚未建造

1216年，特里尔的大主教和选帝侯特奥德里希·冯·维德（Theoderich von Wied，约1170年—1242年3月28日）调遣条顿骑士团来科布伦茨，并出于保卫当地医院的考虑，将当地的教堂和医院赠予他们。条顿骑士团在摩泽尔河和莱茵河河口的领地建立了“德意志庄园”（德语：Deutschherrenhaus），作为条顿骑士团在科布伦茨的驻地，河口领地由此得名“德意志之角”。

### 帝国纪功

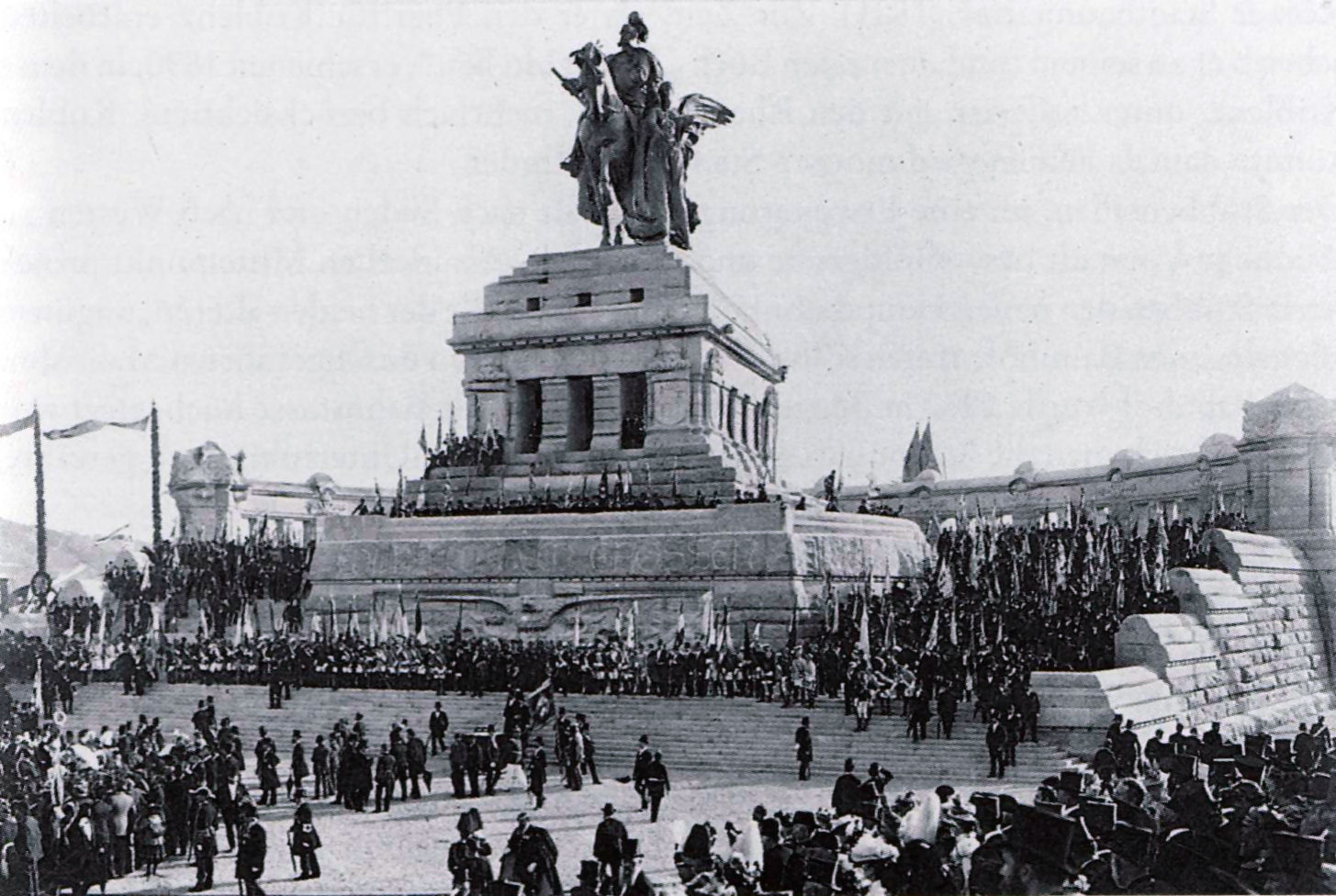
1897年威廉一世雕像的揭幕仪式

1888年德意志帝国的首任皇帝威廉一世去世以后，德意志帝国上下萌发出了为他建造纪念雕塑的想法，以感谢这位德意志皇帝在1864年、1866年和1871年的三场战争中为德意志统一所作的战斗。德国各地纷纷申请在自己的城市建造他们皇帝的雕塑，科布伦茨也是其中之一，年轻的皇帝威廉二世在1891年最终决定选择位于莱茵兰的科布伦茨，塑像的具体位置选择在摩泽尔河和莱茵河的交汇处。建造塑像所需的一百万金马克由全国性的募捐筹集而得，1897年8月31日，威廉二世亲自为威廉一世雕塑揭幕，雕塑的设计者是德国建筑师布鲁诺·史密茲（Bruno Schmitz，1858年11月21日—1916年4月27日），雕塑总高37米，其中骑马像高14米，雕塑中的威廉一世皇帝身着将军制服和迎风飘扬的大衣，身旁的天才一只手牵着骏马，另一只手拿着垫褥和皇帝的皇冠。

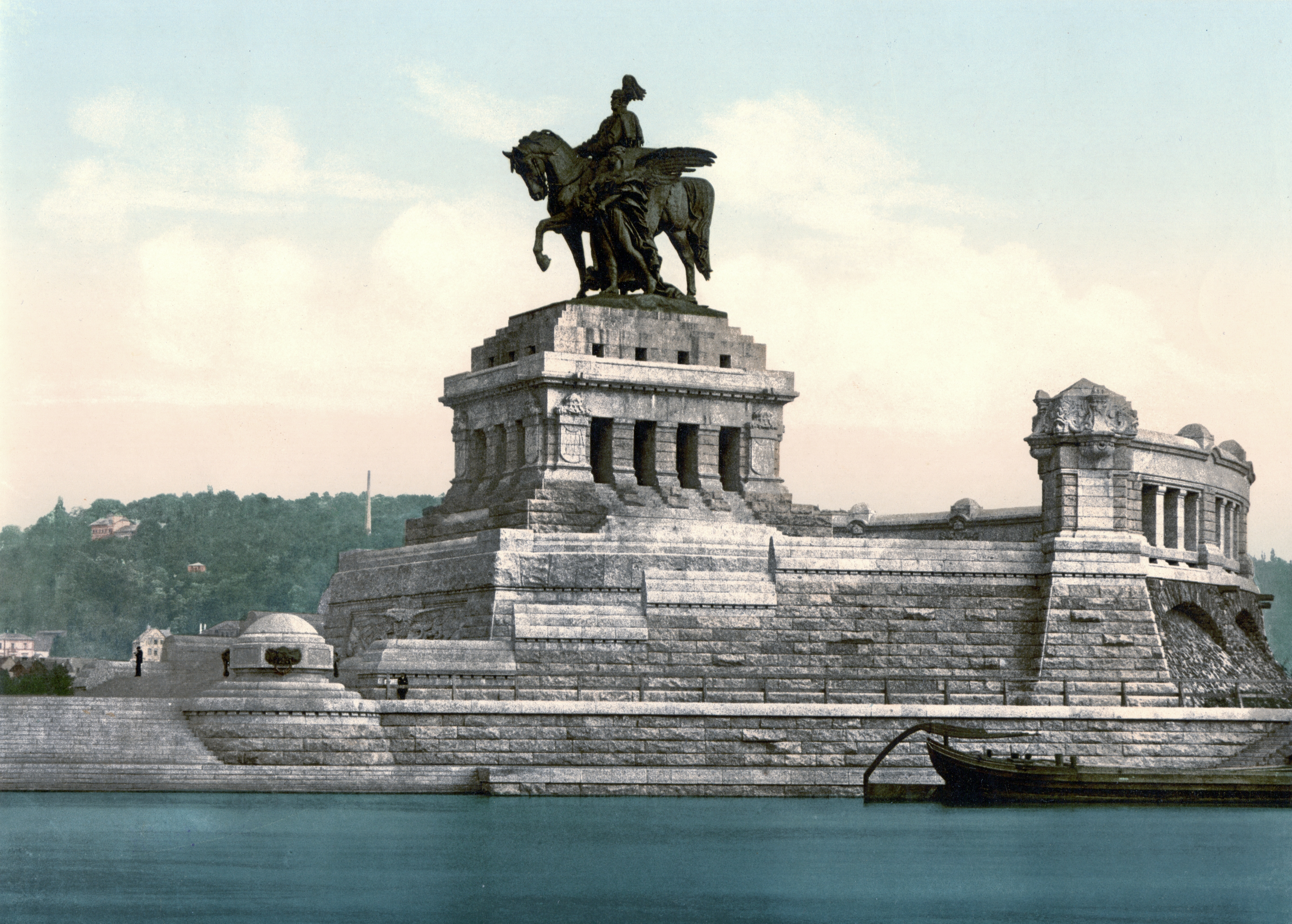
1900年的德意志之角，威廉一世骑马雕塑已建成

雕塑前方雕刻有德意志帝国鹰鹫，它抓着蛇并喝叱着敌人，以此表现威廉一世的威严。雕塑底座上方刻着科布伦茨诗人马克斯·冯·申肯多夫（Max von Schenkendorf，1783年12月11日—1817年12月11日）“给祖国的春天问候”一诗中的最后两句：“只要团结和忠诚，帝国将永存不灭”。这座雕塑与同时代建造的其他威廉皇帝雕塑，构成了“威廉时代精神”，受到极大的好评。但是德意志帝国灭亡以后，批评之声接踵而至，民主主义者认为它是对昏庸君主制度的个人崇拜，和平主义者将其看作是威廉军国主义和强权抱负的化身。

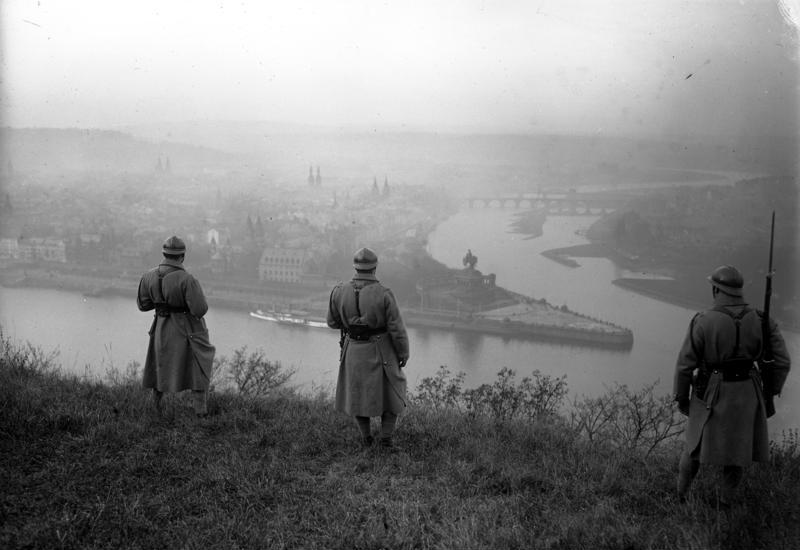
一战后，法国出兵占领莱茵兰，图为位於埃倫布賴特施泰因要塞的法國士兵注視着德意志之角，1929年

第一次世界大战后，根据凡尔赛条约的规定，莱茵省被盟军占领。 当1929年11月该地区最终根据扬计划回归德国，成千上万的人聚集在德意志之角庆祝“莱茵的解放”。 1930 年7月22日，德国总统保罗·冯·兴登堡在这里举行了节日宴会和烟花表演，庆祝他穿越莱茵河的凯旋之旅圆满结束。 同一天晚上晚些时候，一座横跨摩泽尔河的浮桥在人群的重压下倒塌，造成38人死亡。

### 战争损毁

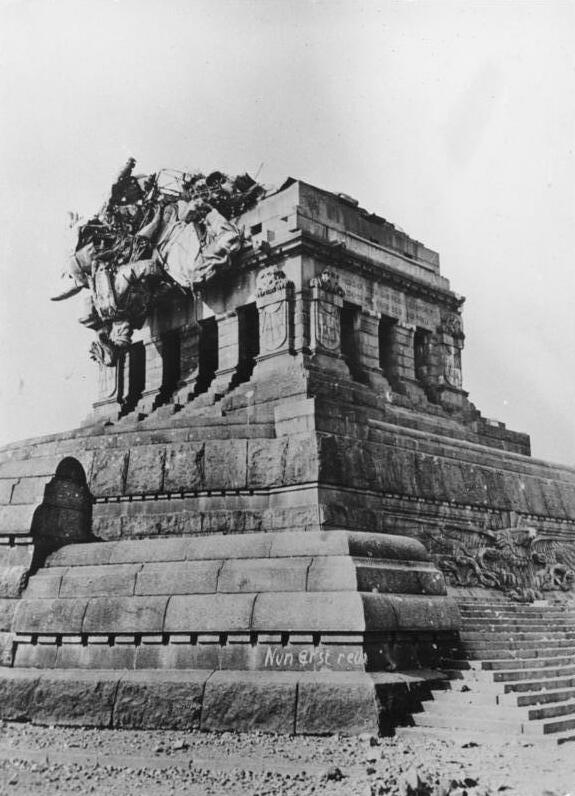
1945年被毀損的雕塑

第二次世界大战即将结束前的1945年3月16日，威廉一世骑马雕塑被美国军队的大炮严重损坏。据史料记载，是艾森豪威尔下令进行摧毁的，因为他担心德国士兵以纪念雕塑为掩护进行反击。在美国军队的炮火之下，散落的雕塑从底座上摔下掉进莱茵河，铜制雕塑最终被完全拆除并融化，仅存威廉皇帝的头像现存于科布伦茨的莱茵河中游博物馆中。
第二次世界大战后，法国占领军曾计划彻底拆除雕塑的底座，并用一座代表和平和人民友好交流的雕塑代替，但是由于资金不足，这一计划并没有付之实现。
1953年5月18日，由德国联邦总统特奥多尔·豪斯建议将残存的雕塑底座作为“德国统一的警示碑”。为了表达“德国统一”这个象征意义，雕塑底座上刻上了德国各州的州徽，包括战后德国被割让给波兰而失去的西里西亚、西普鲁士和东普鲁士，从法国占领下回归的萨尔州的州徽也在4年后加入其中。损毁的骑马雕塑被替换上一面德国国旗。1990年10月3日德国统一日当天，人们为州徽刻上了新的联邦州的名字。
柏林墙倒塌后，雕塑旁竖立起三块柏林墙存留的水泥砖，上书“纪念在德国分裂中遇难的人们（1953年6月17日—1989年11月9日）”。成为“德国统一警示”的又一纪念。

### 统一见证

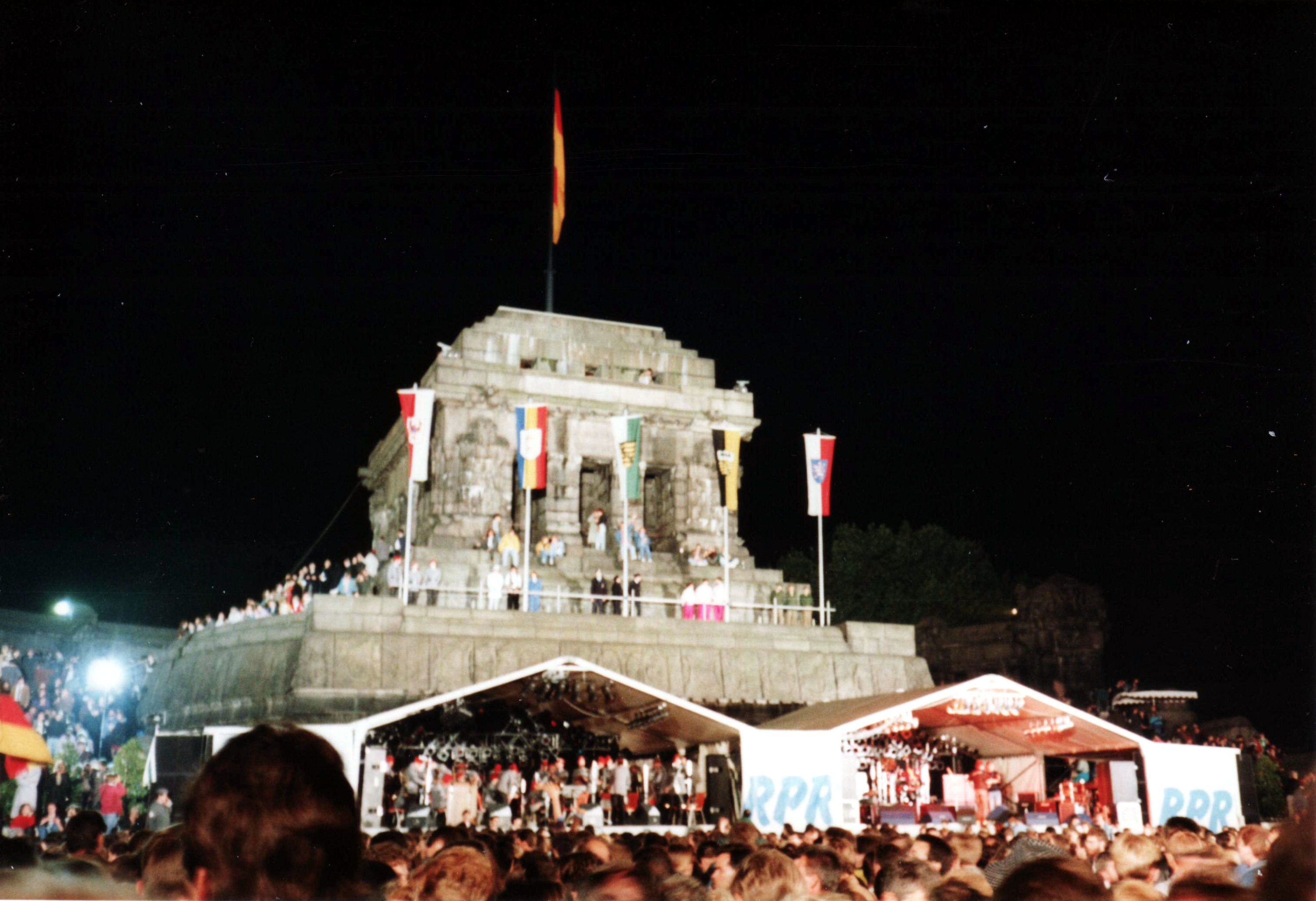
1990年10月3日两德统一当日的雕像下，人头攒动，人们为它刻上了新的联邦州的名字，中立的五面旗幟代表東德的五州：薩克森、薩-安、勃蘭登堡、梅-前、圖靈根

1990年两德统一后，雕塑不再具有作为警示碑的作用，对于是否要重建这座威廉一世骑马雕塑，引起了激烈的争论，支持重建者认为骑马雕塑作为科布伦茨城市的象征将给旅游业带来正面效应，而反对重建者则批评当今仍对皇帝的敬拜不合时宜，而且威廉一世对1848年三月革命的血腥镇压更使得他得到“霰弹亲王”的恶名。最后雕塑所在的莱茵兰-普法尔茨州将是否重建的决定权交给科布伦茨市，而科布伦茨接受了当地出版商泰瑟恩夫妇表示的捐资，重建雕塑。新建的雕塑不再使用铜制，而是改用不锈的青铜。
1993年9月2日，新雕塑落成。9月2日这一天在德意志帝国时期是“色当日”，以纪念1870年9月2日普鲁士军队在普法战争中于法国城市色当附近的决胜一战，迫使法国皇帝拿破仑三世投降被俘，法兰西第二帝国瓦解。

### 现代景观

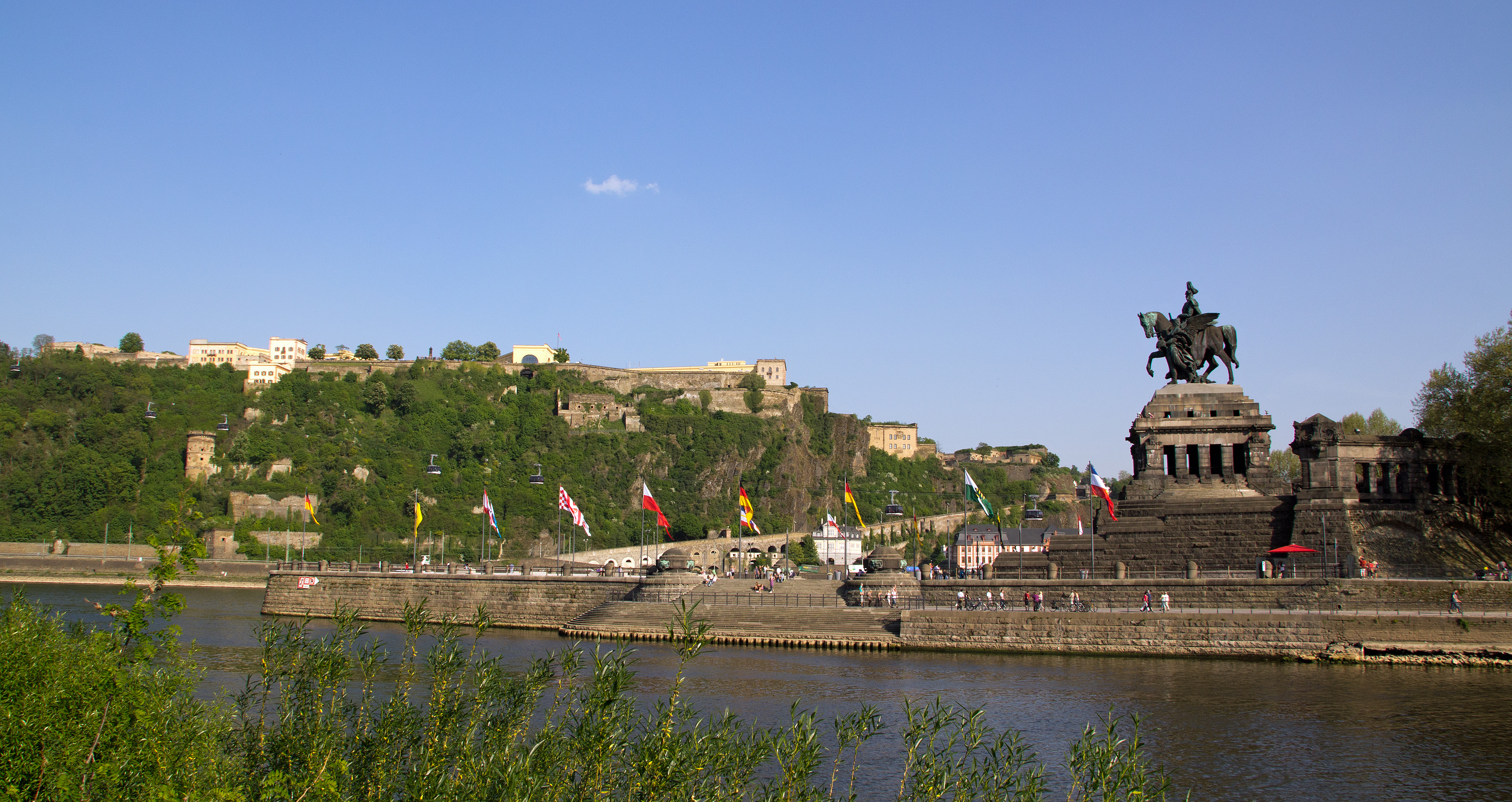
今日科布伦茨的德意志之角

德意志之角从它建造威廉一世骑马雕塑的那天起，吸引了大量的游客。2002年起它作为莱茵河中上游河谷的一部分，入选联合国教科文组织的世界遗产名录。
威廉一世骑马雕塑所在的陆地，适合于各种大型露天活动，经常举办音乐会、露天节日、莱茵河上的烟花表演，自2005年起也是每年莱茵河中游马拉松赛的终点。德国2006年世界杯足球赛期间，在德意志之角上竖立起一面大型投影墙，转播所有比赛。